# Pietro Francesco Galleffi
Pietro Francesco Galleffi (Cesena, 27 ottobre 1770 – Roma, 18 giugno 1837) è stato un cardinale italiano.

## Biografia

### Il periodo giovanile
Pietro Francesco Galleffi (talvolta Pierfrancesco Galeffi o Caleffi) nacque a Cesena il 27 ottobre 1770, membro di una nobile famiglia patrizia della città in quanto figlio del conte Vincenzo Galleffi e della contessa Violante Fantaguzzi, compatriota, amico e congiunto della famiglia Braschi da cui proveniva papa Pio VI.
Egli compì i propri studi al convento francescano di Cesena sotto la guida di frate Bonaventura Gazola, O.F.M. Rif. futuro vescovo e cardinale, e nel 1791 entrò nella Pontificia Accademia dei Nobili Ecclesiastici di Roma ove rimase sino al 1793.

### L'ordinazione sacerdotale e la carriera a Roma
Ordinato sacerdote il 22 febbraio 1794 e nominato Prelato d'onore di Sua Santità nello stesso giorno, il 21 settembre di quello stesso anno divenne anche canonico della basilica di San Pietro in Vaticano. Forzato a lasciare Roma dalle autorità della Prima Repubblica Romana il 17 maggio 1798, con la restaurazione pontificia divenne Economo e segretario della Sacra Congregazione per la Fabbrica di San Pietro il 30 ottobre 1800. Entrato nella prelatura romana come prelato domestico di Sua Santità l'8 novembre 1800, il giorno successivo venne nominato anche referendario ed il 20 dicembre ottenne il titolo di protonotario apostolico non partecipante. Nel 1801 fu co-visitatore, assieme al cardinale Carafa di Traetto, dell'Ospedale di Santo Spirito in Sassia a Roma.

### Cardinalato

#### L'esilio da "cardinale nero"
Creato cardinale presbitero nel concistoro dell'11 luglio 1803, il 14 luglio di quello stesso anno ricevette la berretta cardinalizia ed il titolo di San Bartolomeo all'Isola il 26 settembre. Abate commendatario del monastero dei Santi Benedetto e Scolastica di Subiaco dal 26 settembre 1803, divenne protettore dell'Ordine dei Chierici Regolari Caracciolini dal 22 giugno 1805. Fino alla nomina del cardinale Giorgio Doria Pamphilj Landi è stato il porporato italiano più giovane.
Egli fu uno dei quattordici cardinali espulsi da Roma il 23 marzo 1808 su pressione delle autorità francesi che occupavano la città. Catturato dai napoleonici e portato in Francia nel 1809 dopo la deposizione di papa Pio VII, fu uno dei tredici "cardinali neri" (ai quali l'imperatore Napoleone Bonaparte proibì di indossare l'abito cardinalizio per essersi rifiutati di partecipare al matrimonio tra Napoleone e l'arciduchessa Maria Luisa d'Austria il 2 aprile 1810); per ordine dell'imperatore, inoltre, egli venne relegato in esilio a Sedan nel 1810 per poi essere spostato successivamente a Charleville assieme al cardinale Ferdinando Maria Saluzzo, sino alla firma del concordato di Fontainebleau da parte di Pio VII il 25 gennaio 1813.

### Il ritorno a Roma e l'attività nella Curia romana
Riunitosi quindi al papa, venne nuovamente esiliato il 27 gennaio 1814 a Lodève ma venne liberato il 2 aprile successivo per ordine del governo provisionale. Dopo la restaurazione del potere pontificio a Roma, venne nominato segretario del memoriale il 20 maggio 1814. Camerlengo del Sacro Collegio dei Cardinali, rimase in tale carica dal 26 settembre 1814 al 10 marzo 1818. Protettore dell'Ordine degli Eremiti di Sant'Agostino dal 27 settembre 1815, fu esecutore testamentario delle ultime volontà del cardinale Romoaldo Braschi-Onesti (30 aprile 1817) e tutore del nipote di questi, il duca Pio Braschi. Protettore dell'Ordine dei Frati Minori Osservanti e dell'Ordine dei Camaldolesi dal 10 maggio 1817, divenne dal 14 maggio successivo Prefetto della Sacra Congregazione della Disciplina Religiosa. Il 27 maggio 1817 divenne Protettore della Confraternita della Santissima Trinità dei Pellegrini di Roma.
Eletto arcivescovo titolare di Damasco il 31 agosto 1819, venne consacrato il 12 settembre 1819 nella chiesa romana dei Santi Domenico e Sisto per mano del cardinale Alessandro Mattei, vescovo di Ostia e Velletri e decano del Sacro Collegio dei Cardinali, assistito da Meraldo Macioti, vescovo titolare di Elusa, e da Francesco Albertini, vescovo di Terracina-Sezze-Priverno. Il 6 maggio 1820 Galeffi venne nominato Arciprete della Basilica di San Pietro in Vaticano ed il 29 maggio di quello stesso anno optò per l'ordine dei vescovi ottenendo il titolo della sede suburbicaria di Albano. Prese parte quindi al conclave del 1823 che elesse papa Leone XII. Camerlengo di Santa Romana Chiesa e Arcicancelliere dell'Università di Roma dal 20 dicembre 1824, nel 1829 prese parte al conclave che elesse Pio VIII a pontefice. Optò quindi per la sede suburbicaria di Porto, Santa Rufina e Civitavecchia dal 29 maggio 1830 e divenne Sub-decano del Sacro Collegio dei Cardinali. Prese parte infine al conclave del 1830-1831 che elesse papa Gregorio XVI.
Morì a Roma il 18 giugno 1837. La sua salma venne esposta alla pubblica venerazione e poi sepolta nel presbiterio della Chiesa della Santissima Trinità dei Pellegrini  a Roma.

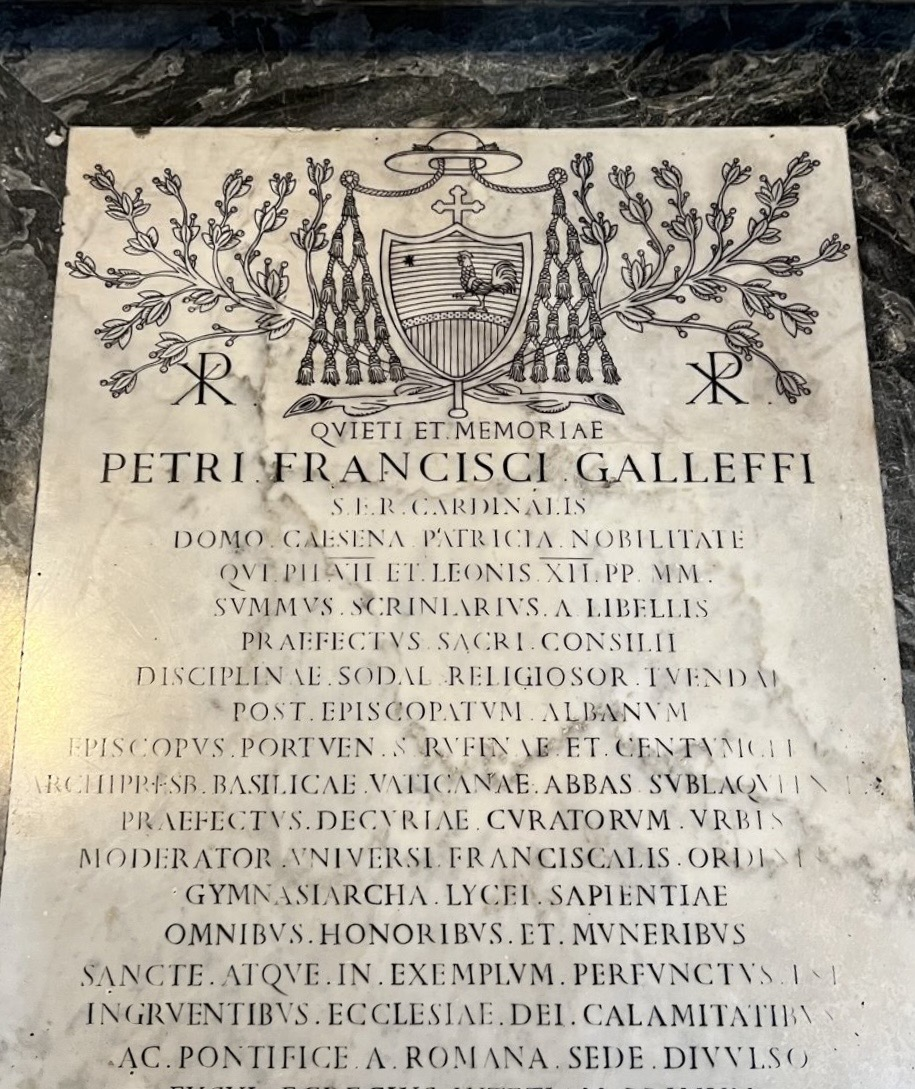
Lapide sepolcrale nel presbiterio della Santissima Trinità dei Pellegrini

## Genealogia episcopale e successione apostolica
La genealogia episcopale è:
- Cardinale Scipione Rebiba
- Cardinale Giulio Antonio Santori
- Cardinale Girolamo Bernerio, O.P.
- Arcivescovo Galeazzo Sanvitale
- Cardinale Ludovico Ludovisi
- Cardinale Luigi Caetani
- Cardinale Ulderico Carpegna
- Cardinale Paluzzo Paluzzi Altieri degli Albertoni
- Papa Benedetto XIII
- Papa Benedetto XIV
- Papa Clemente XIII
- Cardinale Bernardino Giraud
- Cardinale Alessandro Mattei
- Cardinale Pietro Francesco Galleffi

La successione apostolica è:
- Vescovo Annibale Tommasi (1820)
- Vescovo Gaetano Bonanni (1821)
- Arcivescovo Luigi Fransoni (1821)
- Patriarca Giovanni Giacomo Sinibaldi (1821)
- Vescovo Giovanni De Simone, C.M. (1822)
- Arcivescovo Gaetano de Franci, C.R.M. (1822)
- Vescovo Gregorio Muccioli (1822)
- Cardinale Giacomo Filippo Fransoni (1822)
- Vescovo Domenico Armellini (1823)
- Cardinale Cesare Nembrini Pironi Gonzaga (1824)
- Vescovo Felice Bezzi (1824)
- Cardinale Antonio Domenico Gamberini (1826)
- Cardinale Filippo de Angelis (1826)
- Vescovo Francisco Spolverini (1826)
- Cardinale Luigi Frezza (1826)
- Vescovo Filippo Appignanesi (1830)
- Vescovo Niccola Belletti (1830)
- Vescovo Giambattista Guerra (1830)
- Vescovo Michele Franchini (1832)
- Vescovo Giuseppe Maria Giove, O.F.M.Ref. (1832)
- Arcivescovo Dominico Secondi, O.F.M.Conv. (1832)
- Arcivescovo Ludovico Tevoli (1832)
- Cardinale Benedetto Cappelletti (1833)
- Vescovo Bernardino Panzacchi, O.F.M.Obs. (1834)
- Vescovo Pier Francesco Muccioli, O.F.M.Conv. (1835)
- Vescovo Guglielmo Aretini-Sillani (1835)
- Vescovo Valentino Armellini (1835)